# Saison NBA 1984-1985
Navigation
Saison 1983-1984 Saison 1985-1986
La saison NBA 1984-1985 est la 36e saison de la NBA (la 39e en comptant les 3 saisons de BAA). Les Los Angeles Lakers remportent le titre NBA en battant en Finale les Celtics de Boston par 4 victoires à 2. 

## Faits notables
- Le All-Star Game 1985 s'est déroulé à la Market Square Arena à Indianapolis où l'Ouest a battu l'Est 140-129. Ralph Sampson (Houston Rockets) a été élu Most Valuable Player.
- Michael Jordan devient le premier rookie de l'histoire à être le leader de son équipe dans quatre statistiques (points, rebonds, passes décisives, interceptions).
- Les Clippers furent relocalisés, déménageant de San Diego à Los Angeles.
- Les Kings jouent leur dernière saison à Kansas City avant de déménager la saison suivante à Sacramento.
- Cette saison 1984-1985 est la première de quatre joueurs qui marqueront la NBA : Michael Jordan, Charles Barkley, Hakeem Olajuwon et John Stockton.
- À la suite de l'effondrement du toit du Pontiac Silverdome, les Detroit Pistons sont obligés de louer la Joe Louis Arena pour le reste de la saison.
- À l'âge de 38 ans, Kareem Abdul-Jabbar devient le joueur le plus âgé à remporter le titre de MVP des Finales.
- Michael Ray Richardson remporte son troisième titre de meilleur intercepteur NBA, ce qui constitue un record ; par la suite il sera rejoint par Alvin Robertson, Michael Jordan, Allen Iverson et Chris Paul.
- 5e titre consécutif de meilleur rebondeur NBA pour Moses Malone qui bat le record détenu auparavant par Wilt Chamberlain.
- Mark Eaton réalise la plus belle saison de l'histoire dans la catégorie des contres, en réalisant deux records qui tiennent encore aujourd'hui : celui de la plus grande moyenne par match (5,56) et du record de contres en une saison (456).

## Classements de la saison régulière
| Champion de division | Qualifié pour les playoffs | Non qualifié pour les playoffs |

### Par division
| Division Atlantique   | V  | D  | PCT  | GB |
| --------------------- | -- | -- | ---- | -- |
| Celtics de Boston     | 63 | 19 | 76.8 | -  |
| 76ers de Philadelphie | 58 | 24 | 70.7 | 5  |
| Nets du New Jersey    | 42 | 40 | 51.2 | 21 |
| Bullets de Washington | 40 | 42 | 48.8 | 23 |
| Knicks de New York    | 24 | 58 | 29.3 | 39 |

| Division Centrale      | V  | D  | PCT  | GB |
| ---------------------- | -- | -- | ---- | -- |
| Bucks de Milwaukee     | 59 | 23 | 72.0 | -  |
| Pistons de Détroit     | 46 | 36 | 56.1 | 13 |
| Bulls de Chicago       | 38 | 44 | 46.3 | 21 |
| Cavaliers de Cleveland | 36 | 46 | 43.9 | 23 |
| Hawks d'Atlanta        | 34 | 48 | 41.5 | 25 |
| Pacers de l'Indiana    | 22 | 60 | 26.8 | 37 |

| Division Midwest     | V  | D  | PCT  | GB |
| -------------------- | -- | -- | ---- | -- |
| Nuggets de Denver    | 52 | 30 | 63.4 | -  |
| Rockets de Houston   | 48 | 34 | 58.5 | 4  |
| Mavericks de Dallas  | 44 | 38 | 53.7 | 8  |
| Jazz de l'Utah       | 41 | 41 | 50.0 | 11 |
| Spurs de San Antonio | 41 | 41 | 50.0 | 11 |
| Kings de Kansas City | 31 | 51 | 37.8 | 21 |

| Division Pacifique        | V  | D  | PCT  | GB |
| ------------------------- | -- | -- | ---- | -- |
| Lakers de Los Angeles C   | 62 | 20 | 75.6 | -  |
| Trail Blazers de Portland | 42 | 40 | 51.2 | 20 |
| Suns de Phoenix           | 36 | 46 | 43.9 | 26 |
| SuperSonics de Seattle    | 31 | 51 | 37.8 | 31 |
| Clippers de Los Angeles   | 31 | 51 | 37.8 | 31 |
| Warriors de Golden State  | 22 | 60 | 26.8 | 40 |

### Par conférence
| Conférence Est | Conférence Est         | Conférence Est | Conférence Est | Conférence Est |
| No             | Franchise              | Vic.           | Déf.           | PCT            |
| -------------- | ---------------------- | -------------- | -------------- | -------------- |
| 1              | Celtics de Boston      | 63             | 19             | 76.8           |
| 2              | Bucks de Milwaukee     | 59             | 23             | 72.0           |
| 3              | 76ers de Philadelphie  | 58             | 24             | 70.7           |
| 4              | Pistons de Détroit     | 46             | 36             | 56.1           |
| 5              | Nets du New Jersey     | 42             | 40             | 51.2           |
| 6              | Bullets de Washington  | 40             | 42             | 48.8           |
| 7              | Bulls de Chicago       | 38             | 44             | 46.3           |
| 8              | Cavaliers de Cleveland | 36             | 46             | 43.9           |
|                |                        |                |                |                |
| 9              | Hawks d'Atlanta        | 34             | 48             | 41.5           |
| 10             | Knicks de New York     | 24             | 58             | 29.3           |
| 11             | Pacers de l'Indiana    | 22             | 60             | 26.8           |

| Conférence Ouest | Conférence Ouest          | Conférence Ouest | Conférence Ouest | Conférence Ouest |
| No               | Franchise                 | Vic.             | Déf.             | PCT              |
| ---------------- | ------------------------- | ---------------- | ---------------- | ---------------- |
| 1                | Lakers de Los Angeles C   | 62               | 20               | 75.6             |
| 2                | Nuggets de Denver         | 52               | 30               | 63.4             |
| 3                | Rockets de Houston        | 48               | 34               | 58.5             |
| 4                | Mavericks de Dallas       | 44               | 38               | 53.7             |
| 5                | Trail Blazers de Portland | 42               | 40               | 51.2             |
| 6                | Jazz de l'Utah            | 41               | 41               | 50.0             |
| 7                | Spurs de San Antonio      | 41               | 41               | 50.0             |
| 8                | Suns de Phoenix           | 36               | 46               | 43.9             |
|                  |                           |                  |                  |                  |
| 9                | SuperSonics de Seattle    | 31               | 51               | 37.8             |
| 10               | Clippers de Los Angeles   | 31               | 51               | 37.8             |
| 11               | Kings de Kansas City      | 31               | 51               | 37.8             |
| 12               | Warriors de Golden State  | 22               | 60               | 26.8             |

C - Champions NBA

## Playoffs
|  | 1er tour         | 1er tour                  | 1er tour                  |   |                       | Demi-finales de Conférence | Demi-finales de Conférence | Demi-finales de Conférence |  |   | Finales de Conférence | Finales de Conférence | Finales de Conférence |  |    | Finales NBA       | Finales NBA | Finales NBA |
|  |                  |                           |                           |   |                       |                            |                            |                            |  |   |                       |                       |                       |  |    |                   |             |             |
|  | 1                | Celtics de Boston         | 3                         |   |                       |                            |                            |                            |  |   |                       |                       |                       |  |    |                   |             |             |
|  | 8                | Cavaliers de Cleveland    | 1                         |   |                       |                            |                            |                            |  |   |                       |                       |                       |  |    |                   |             |             |
|  | 8                | Cavaliers de Cleveland    | 1                         |   | 1                     | Celtics de Boston          | 4                          |                            |  |   |                       |                       |                       |  |    |                   |             |             |
|  |                  |                           |                           |   | 1                     | Celtics de Boston          | 4                          |                            |  |   |                       |                       |                       |  |    |                   |             |             |
|  |                  | 4                         | Pistons de Détroit        | 2 |                       |                            |                            |                            |  |   |                       |                       |                       |  |    |                   |             |             |
|  | 4                | 4                         | Pistons de Détroit        | 2 | Pistons de Détroit    | 3                          |                            |                            |  |   |                       |                       |                       |  |    |                   |             |             |
|  | 4                |                           |                           |   | Pistons de Détroit    | 3                          |                            |                            |  |   |                       |                       |                       |  |    |                   |             |             |
|  | 5                | Nets du New Jersey        | 0                         |   |                       |                            |                            |                            |  |   |                       |                       |                       |  |    |                   |             |             |
|  | 5                | Nets du New Jersey        | 0                         |   |                       |                            |                            |                            |  | 1 | Celtics de Boston     | 4                     |                       |  |    |                   |             |             |
|  | Conférence Est   |                           |                           |   |                       |                            |                            |                            |  | 1 | Celtics de Boston     | 4                     |                       |  |    |                   |             |             |
|  |                  | 3                         | 76ers de Philadelphie     | 1 |                       |                            |                            |                            |  |   |                       |                       |                       |  |    |                   |             |             |
|  | 3                | 3                         | 76ers de Philadelphie     | 1 | 76ers de Philadelphie | 3                          |                            |                            |  |   |                       |                       |                       |  |    |                   |             |             |
|  | 3                |                           |                           |   | 76ers de Philadelphie | 3                          |                            |                            |  |   |                       |                       |                       |  |    |                   |             |             |
|  | 6                | Bullets de Washington     | 1                         |   |                       |                            |                            |                            |  |   |                       |                       |                       |  |    |                   |             |             |
|  | 6                | Bullets de Washington     | 1                         |   | 3                     | 76ers de Philadelphie      | 4                          |                            |  |   |                       |                       |                       |  |    |                   |             |             |
|  |                  |                           |                           |   | 3                     | 76ers de Philadelphie      | 4                          |                            |  |   |                       |                       |                       |  |    |                   |             |             |
|  |                  | 2                         | Bucks de Milwaukee        | 0 |                       |                            |                            |                            |  |   |                       |                       |                       |  |    |                   |             |             |
|  | 2                | 2                         | Bucks de Milwaukee        | 0 | Bucks de Milwaukee    | 3                          |                            |                            |  |   |                       |                       |                       |  |    |                   |             |             |
|  | 2                |                           |                           |   | Bucks de Milwaukee    | 3                          |                            |                            |  |   |                       |                       |                       |  |    |                   |             |             |
|  | 7                | Bulls de Chicago          | 1                         |   |                       |                            |                            |                            |  |   |                       |                       |                       |  |    |                   |             |             |
|  | 7                | Bulls de Chicago          | 1                         |   |                       |                            |                            |                            |  |   |                       |                       |                       |  | E1 | Celtics de Boston | 2           |             |
|  |                  |                           |                           |   |                       |                            |                            |                            |  |   |                       |                       |                       |  | E1 | Celtics de Boston | 2           |             |
|  |                  | O1                        | Lakers de Los Angeles     | 4 |                       |                            |                            |                            |  |   |                       |                       |                       |  |    |                   |             |             |
|  | 1                | O1                        | Lakers de Los Angeles     | 4 | Lakers de Los Angeles | 3                          |                            |                            |  |   |                       |                       |                       |  |    |                   |             |             |
|  | 1                |                           |                           |   | Lakers de Los Angeles | 3                          |                            |                            |  |   |                       |                       |                       |  |    |                   |             |             |
|  | 8                | Suns de Phoenix           | 0                         |   |                       |                            |                            |                            |  |   |                       |                       |                       |  |    |                   |             |             |
|  | 8                | Suns de Phoenix           | 0                         |   | 1                     | Lakers de Los Angeles      | 4                          |                            |  |   |                       |                       |                       |  |    |                   |             |             |
|  |                  |                           |                           |   | 1                     | Lakers de Los Angeles      | 4                          |                            |  |   |                       |                       |                       |  |    |                   |             |             |
|  |                  | 5                         | Trail Blazers de Portland | 1 |                       |                            |                            |                            |  |   |                       |                       |                       |  |    |                   |             |             |
|  | 4                | 5                         | Trail Blazers de Portland | 1 | Mavericks de Dallas   | 1                          |                            |                            |  |   |                       |                       |                       |  |    |                   |             |             |
|  | 4                |                           |                           |   | Mavericks de Dallas   | 1                          |                            |                            |  |   |                       |                       |                       |  |    |                   |             |             |
|  | 5                | Trail Blazers de Portland | 3                         |   |                       |                            |                            |                            |  |   |                       |                       |                       |  |    |                   |             |             |
|  | 5                | Trail Blazers de Portland | 3                         |   |                       |                            |                            |                            |  | 1 | Lakers de Los Angeles | 4                     |                       |  |    |                   |             |             |
|  | Conférence Ouest |                           |                           |   |                       |                            |                            |                            |  | 1 | Lakers de Los Angeles | 4                     |                       |  |    |                   |             |             |
|  |                  | 2                         | Nuggets de Denver         | 1 |                       |                            |                            |                            |  |   |                       |                       |                       |  |    |                   |             |             |
|  | 3                | 2                         | Nuggets de Denver         | 1 | Rockets de Houston    | 2                          |                            |                            |  |   |                       |                       |                       |  |    |                   |             |             |
|  | 3                |                           |                           |   | Rockets de Houston    | 2                          |                            |                            |  |   |                       |                       |                       |  |    |                   |             |             |
|  | 6                | Jazz de l'Utah            | 3                         |   |                       |                            |                            |                            |  |   |                       |                       |                       |  |    |                   |             |             |
|  | 6                | Jazz de l'Utah            | 3                         |   | 6                     | Jazz de l'Utah             | 1                          |                            |  |   |                       |                       |                       |  |    |                   |             |             |
|  |                  |                           |                           |   | 6                     | Jazz de l'Utah             | 1                          |                            |  |   |                       |                       |                       |  |    |                   |             |             |
|  |                  | 2                         | Nuggets de Denver         | 4 |                       |                            |                            |                            |  |   |                       |                       |                       |  |    |                   |             |             |
|  | 2                | 2                         | Nuggets de Denver         | 4 | Nuggets de Denver     | 3                          |                            |                            |  |   |                       |                       |                       |  |    |                   |             |             |
|  | 2                |                           |                           |   | Nuggets de Denver     | 3                          |                            |                            |  |   |                       |                       |                       |  |    |                   |             |             |
|  | 7                | Spurs de San Antonio      | 2                         |   |                       |                            |                            |                            |  |   |                       |                       |                       |  |    |                   |             |             |

## Leaders de la saison régulière
| Catégorie                  | Joueur                 | Équipe                | Statistiques |
| -------------------------- | ---------------------- | --------------------- | ------------ |
| Points par match           | Bernard King           | Knicks de New York    | 32.9         |
| Rebonds par match          | Moses Malone           | 76ers de Philadelphie | 13.1         |
| Passes décisives par match | Isiah Thomas           | Detroit Pistons       | 13.9         |
| Interceptions par match    | Micheal Ray Richardson | New Jersey Nets       | 3.0          |
| Contres par match          | Mark Eaton             | Utah Jazz             | 5.6          |
| % aux tirs                 | James Donaldson        | Los Angeles Clippers  | 63.7         |
| % aux lancers-francs       | Kyle Macy              | Phoenix Suns          | 90.7         |
| % à 3-points               | Byron Scott            | Los Angeles Lakers    | 43.3         |

## Récompenses individuelles
- Most Valuable Player : Larry Bird, Celtics de Boston
- Rookie of the Year : Michael Jordan, Chicago Bulls
- Defensive Player of the Year : Mark Eaton, Utah Jazz
- Sixth Man of the Year : Kevin McHale, Celtics de Boston
- Coach of the Year : Don Nelson, Milwaukee Bucks
- Executive of the Year : Frank Layden, Utah Jazz
- J.Walter Kennedy Sportsmanship Award : Dan Issel, Denver Nuggets

- All-NBA First Team :
  - F - Larry Bird, Celtics de Boston
  - F - Bernard King, Knicks de New York
  - C - Moses Malone, Philadelphia 76ers
  - G - Isiah Thomas, Detroit Pistons
  - G - Magic Johnson, Los Angeles Lakers

- All-NBA Second Team :
  - F - Terry Cummings, Milwaukee Bucks
  - F - Ralph Sampson, Houston Rockets
  - C - Kareem Abdul-Jabbar, Los Angeles Lakers
  - G - Michael Jordan, Chicago Bulls
  - G - Sidney Moncrief, Milwaukee Bucks

- NBA  All-Rookie Team :
  - Charles Barkley, Philadelphia 76ers
  - Sam Perkins, Dallas Mavericks
  - Hakeem Olajuwon, Houston Rockets
  - Sam Bowie, Portland Trail Blazers
  - Michael Jordan, Chicago Bulls

- NBA All-Defensive First Team :
  - Sidney Moncrief, Milwaukee Bucks
  - Paul Pressey, Milwaukee Bucks
  - Mark Eaton, Utah Jazz
  - Michael Cooper, Los Angeles Lakers
  - Maurice Cheeks, Philadelphia 76ers

- NBA All-Defensive Second Team :
  - Bobby Jones, Philadelphia 76ers
  - Danny Vranes, Seattle SuperSonics
  - Hakeem Olajuwon, Houston Rockets
  - Dennis Johnson, Celtics de Boston
  - T. R. Dunn, Denver Nuggets

- MVP des Finales : Kareem Abdul-Jabbar, Los Angeles Lakers